# Коблицький Ліс
Коблицький Ліс —  село в Україні, у Бучанському районі Київської області. Населення становить 2 особи. Входить до складу Бородянської селищної громади.
Село знаходиться на відстані 65 км від Києва.